# Dakota (gruppo etnico)
I Dakota costituiscono le tribù orientali e centrali della grande alleanza Sioux: essi parlano dialetti che vengono detti indifferentemente dakota, e si affiancano al gruppo più occidentale (e più famoso), formato dai Lakota Teton, i quali parlano invece appunto il dialetto lakota.
Il termine Dakota, che significa "confederato" o "alleato", viene usato anche in senso lato per definire l'insieme di tutte le tribù Sioux (in questo caso i termini Dakota e Lakota vengono usati indifferentemente).

## Classificazione
I Dakota si suddividono in due grandi raggruppamenti territoriali e dialettali:
- i Dakota orientali (Dakhóta), che si qualificano come "Isáŋyathi" o "Isáŋathi"[4] (termini a suo tempo resi dagli europei come Santee) e che si suddividono nelle seguenti quattro unità tribali dette, in forma europeizzata, "tonwan":
  - Mdewákhathuŋwaŋ[5] (Mdewakanton, "Villaggio del Lago dello Spirito"[6], il gruppo originario di tutta la nazione sioux)
  - Waȟpékhute (Wahpekute, "Arcieri delle foglie")[6]
  - Sisíthuŋwaŋ (Sisseton, probabilmente "Villaggio dei territori di pesca")[6]
  - Waȟpéthuŋwaŋ (Wahpeton, "Villaggio delle foglie")[6]
- i Dakota occidentali (Dakȟóta), che venivano qualificati come  "Wičhíyena" (o "Wičhíyela" dai Teton) e che sono stati, per oltre un secolo, (e continuano ancor oggi ad essere spesso) erroneamente classificati come Nakota; essi si suddividono nei seguenti due "tonwan":
  - Iháŋktȟuŋwaŋ (Yankton, Villaggio alla fine, o in fondo)[6]
  - Iháŋktȟuŋwaŋna (Yanktonai, "Piccolo villaggio alla fine, o in fondo")[6].

Il dialetto dakhóta parlato dai Santee presenta due maggiori varianti regionali, il "santee" propriamente detto (parlato dai Mdewakanton e dai Wahpekute) ed il "sisseton-wahpeton", e viene perciò oggi anche chiamato, complessivamente, "santee-sisseton"; anche il dakota occidentale (dakȟóta) presenta due varianti regionali maggiori, corrispondenti ai due tonwan sopraindicati (Yankton e Yanktonay), e viene quindi oggi definito "yankton-yanktonai". Tutti i dialetti in questione vengono raggruppati dal SIL International, in un'unica lingua dakota, sotto il codice ISO 639-3,  dak.. Secondo la linguistica siouan specialistica, invece, sarebbe più opportuno parlare di un'unità linguistica più ampia, definita dakota-lakota o sioux, e ricomprendente anche il lakota, dato il carattere di sostanziale mutua intelligibilità esistente paritariamente fra i tre dialetti.
Ogni "tonwan" si suddivideva, a sua volta, in gruppi minori, di solito definiti "oyáte" e spesso piuttosto labili nel tempo. Gli Yanktonai, in particolare si dividono ancor oggi in due sottogruppi principali:
- gli Upper Yanktonai , che chiamano sé stessi semplicemente "Iháŋktȟuŋwaŋna"[8] o "Wičhíyena"[4] e parlano una variante ulteriore del dialetto yankton-yanktonai
- i Lower Yanktonai, che chiamano sé stessi Húŋkpathina[8][9].